# تیم طلایی

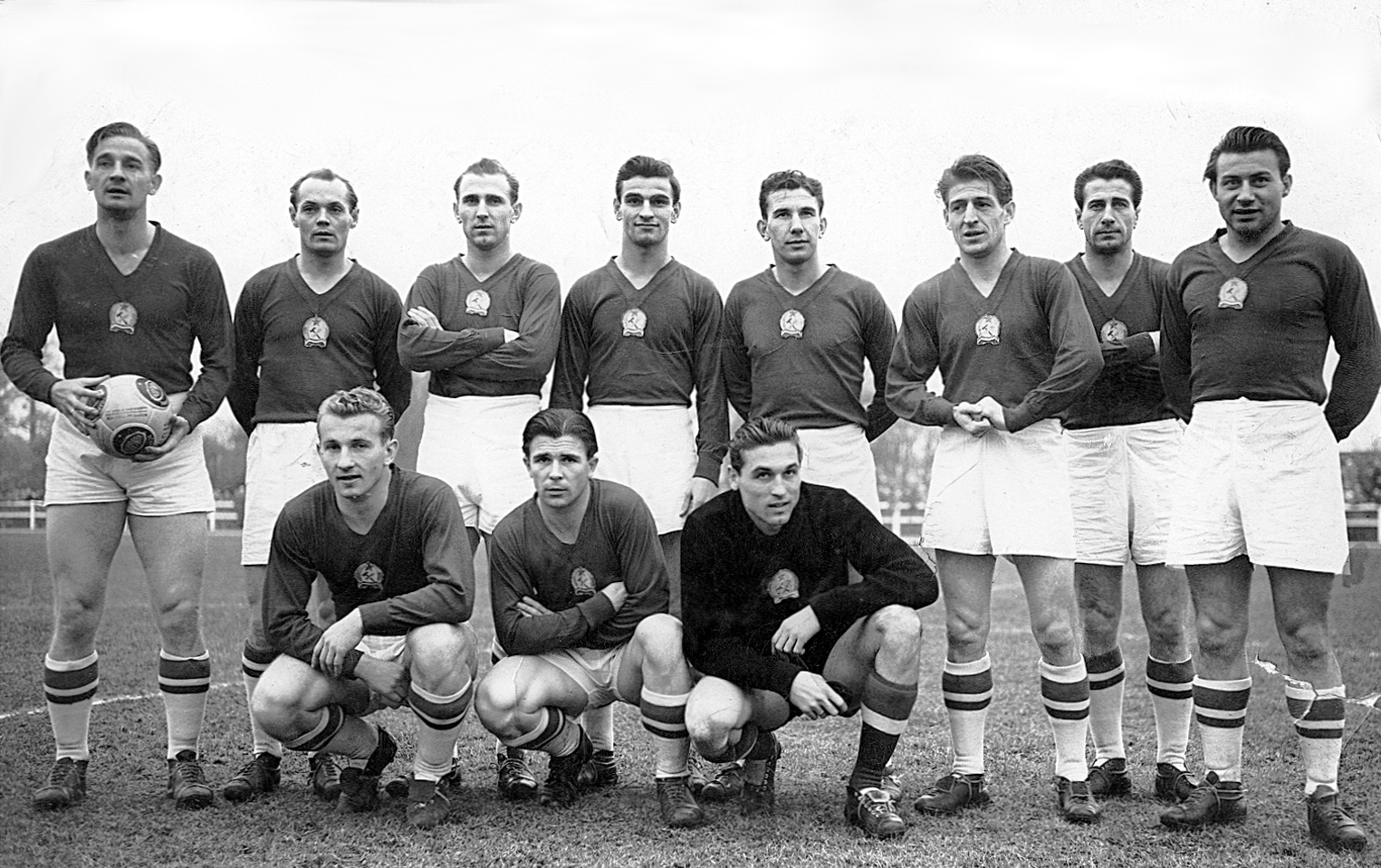
تیم طلایی در سال ۱۹۵۳
از راست ردیف پایین: دْیولا گروشیچ، فرانس پوشکاش، و میهای لانتوش
از راست ردیف بالا: لاسلو بودائی، یوژف بوژیک، زولتان تسیبور، یوژف زاکاریاش، شاندور کوچیش، ناندور هیدگ‌کوتی، ینو بوزانسکی، و دیولا لورانت

تیم طلایی (مجاری: Aranycsapat) یا مجارهای قدرتمند، جادویی، محشر و شگفت‌انگیز به تیم ملی فوتبال مجارستان و درخشش آن در دهه ۱۹۵۰ میلادی اشاره دارد. این تیم در مسابقات تاریخی و مهمی شرکت داشت؛ از جمله مسابقه قرن در برابر انگلیس در سال ۱۹۵۳، یک چهارم نهایی جام جهانی ۱۹۵۴ در برابر برزیل که به نبرد برن مشهور شد و فینال جام جهانی ۱۹۵۴ در برابر آلمان غربی که معجزه برن لقب گرفت. این تیم تا پایان کارش در انقلاب ۱۹۵۶ مجارستان، تیم‌های قدرتمند آن زمان مانند انگلستان، اروگوئه و اتحاد جماهیر شوروی را شکست داد. تیم طلایی بین سال‌های ۱۹۵۰ تا ۱۹۵۶، ۶۹ بازی انجام داد که حاصل آن ۵۸ پیروزی، ۱۰ تساوی و فقط یک شکست (فینال جام جهانی ۱۹۵۴) بود. بر طبق سیستم رتبه‌بندی اِلو، آن‌ها بالاترین امتیاز تیم ملی را در تاریخ این رتبه‌بندی کسب کردند (۲۲۳۱ امتیاز، در ۳۰ ژوئن ۱۹۵۴). در سال ۲۰۱۶، بی‌بی‌سی این تیم را به‌عنوان بهترین تیم ملی فوتبال در تاریخ دوران اعلام کرد. این تیم اغلب به خاطر اجرای موفقیت‌آمیز شکل اولیه توتال فوتبال که بعداً در دهه ۱۹۷۰ میلادی توسط هلندی‌ها استفاده شد، شناخته می‌شود.

## افراد مهم و کلیدی

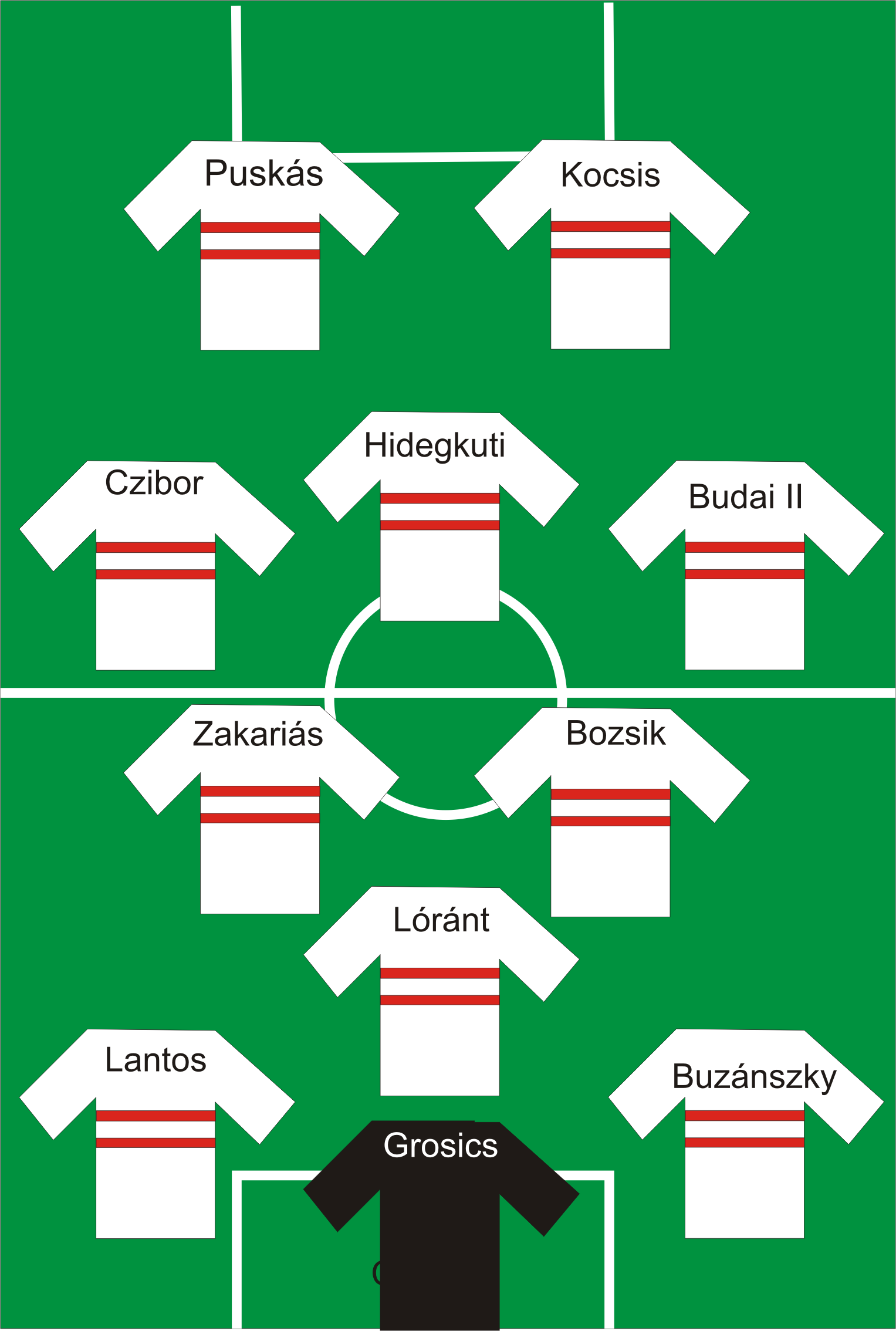
شماتیک ترکیب تیم طلایی با سیستم معروف ۲-۳-۳-۲ که گوستاو شبش برای اولین بار از آن استفاده کرد.

این تیم حول محور شش بازیکن کلیدی تشکیل شده بود: فرانس پوشکاش، شاندور کوچیش، ناندور هیدگ‌کوتی، زولتان تسیبور، یوژف بوژیک و دیولا گروشیچ.
مدیر این تیم گوستاو شِبِش، سازمان‌دهنده اتحادیه‌های کارگری در بوداپست و قبل از جنگ در پاریس کارمند کارخانه خودروسازی رنو بود. شبش نوع آوری‌های کلیدی را در فوتبال مجارستان بنیان گذاشت. برای مثال او رژیم‌های تناسب اندام را برای بازیکنانش اجرا کرد و همچنین یک سیاست باشگاهی در سطح بین‌المللی برای ایجاد انگیزه برای جلسات تمرینی منظم تشکیل داد.
شبش بازیکنانش را تشویق کرد که در زمین همه‌کاره باشند. او اعتقاد داشت که ایدئال این است که هر یک از بازیکنانش بتوانند در هر پستی بازی کنند. این ایده به نوعی یک انقلاب در فوتبال ایجاد کرد. این شکل اولیه توتال فوتبال بود. فرانس پوشکاش در این باره می‌گوید: «وقتی ما حمله کردیم، همه حمله کردند و در دفاع هم همین رویه تکرار می‌شد. ما نمونه اولیه توتال فوتبال بودیم.»
همچنین تأثیر جیمی هوگان بر شبش و تیمش را نمی‌توان دست کم گرفت. رئیس وقت اتحادیه فوتبال مجارستان، شاندور بارچ، گفت: «جیمی هوگان هر آنچه را که در مورد فوتبال می‌دانیم به ما آموخت». و خود شبش در مورد هوگان گفت: «ما فوتبال بازی کردیم همان گونه که جیمی هوگان به ما آموخت. وقتی تاریخ فوتبال مجارستان گفته می‌شود، نام او باید با حروف طلایی نوشته شود.»

## فروپاشی
تیم طلایی از سال ۱۹۵۰ تا زمان فروپاشی آن در سال ۱۹۵۶، در مجموع ۶۹ بازی انجام داد که ۵۸ برد، ۱۰ تساوی و تنها یک باخت به دست آورد.
با این وجود، گوستاو شبش در ژوئن ۱۹۵۶ از سمت مربیگری این تیم برکنار شد و مارتون بوکُوی جایگزین او شد.
اکثریت بازیکنان این تیم برای باشگاه بوداپست هونوِد بازی می‌کردند که توانسته بود به جام باشگاه‌های اروپا ۱۹۵۶–۱۹۵۷ راه پیدا کند و در دور اول مقابل اتلتیک بیلبائو قرار گرفت. هونوِد بازی رفت که خارج از خانه برگزار می‌شد را باخت، اما قبل از برگزاری بازی برگشت و خانگی، انقلاب مجارستان در بوداپست به اوج خود رسید. بازیکنان تصمیم گرفتند به مجارستان برنگردند و ترتیبی دادند که بازی برگشت با اتلتیک بیلبائو در ورزشگاه هیسل در بروکسل، بلژیک برگزار شود. هونوِد در مجموع ۶–۵ حذف شد و بازیکنان در بلاتکلیفی باقی ماندند. آنها به خانواده‌های خود گفتند که بوداپست را ترک کنند. پس از این قضیه راه بازیکنان از هم جدا شد.
کوچیش و تسیبور به اسپانیا رفتند تا برای بارسلونا بازی کنند. پوشکاش نیز برای بازی در رئال مادرید به اسپانیا مهاجرت کرد. هیدگ‌کوتی به عنوان بازیکن به مجارستان بازگشت و بعداً مدیر چند تیم مطرح اروپایی شد. بوژیک نیز به مجارستان بازگشت و سرمربی چندین تیم مجارستانی شد. شبش هم همچنین چندین باشگاه مجارستانی را در دهه ۱۹۶۰ مربیگری کرد.

## رکوردها و آمارها

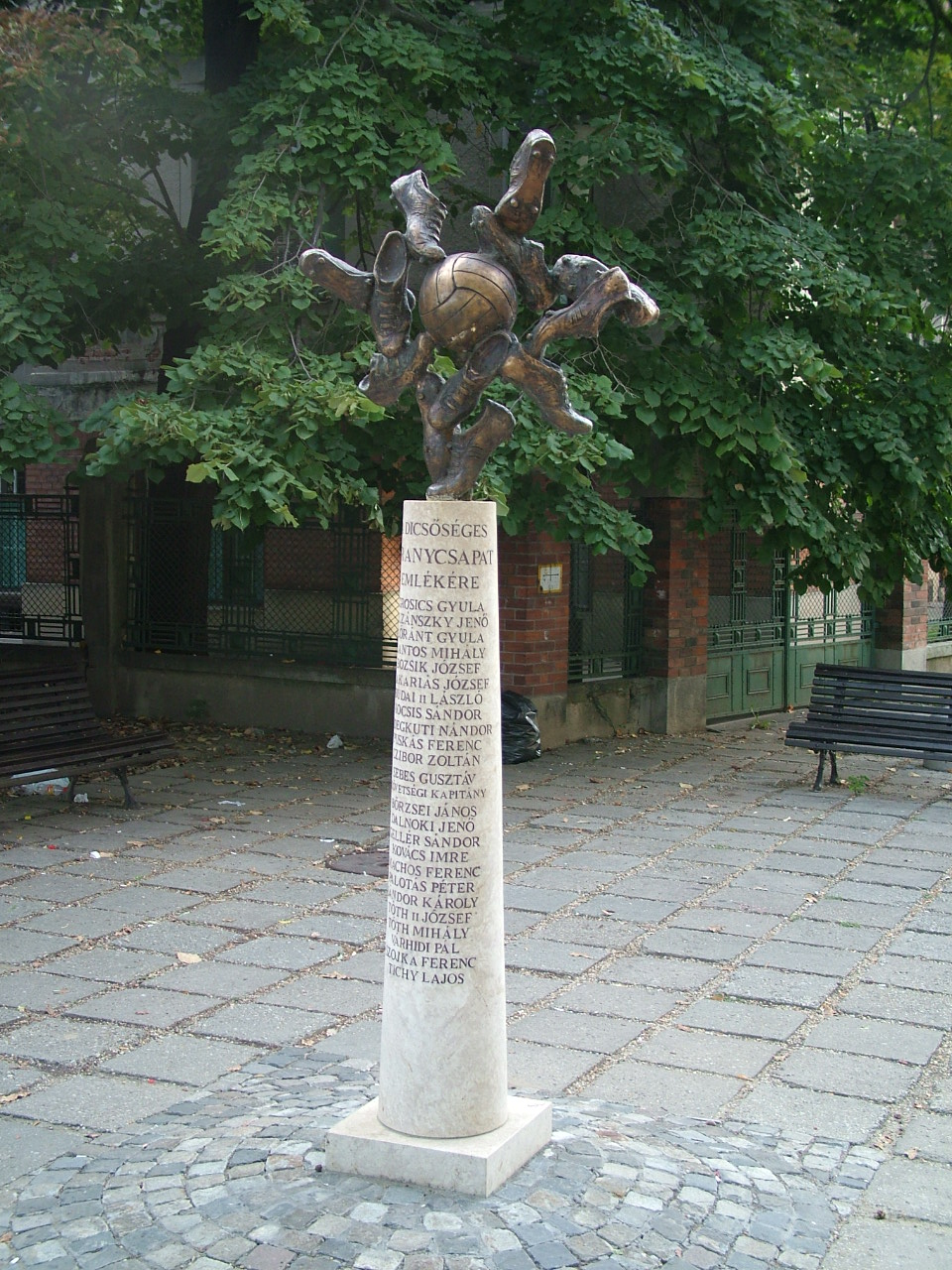
بنای یادبود تیم طلایی در سگد، مجارستان

### رکوردهای جهانی
- ۴۲ پیروزی، ۷ تساوی، ۱ شکست (معجزه بِرن)، ۹۱ درصد برد. (۴ ژوئن ۱۹۵۰ تا ۱۹ فوریه ۱۹۵۶)
- ۳۲ بازی بدون شکست. (۴ ژوئن ۱۹۵۰ تا ۳ ژوئیه ۱۹۵۴)
- بیشترین بازی‌های متوالی با حداقل یک گل: ۷۳ بازی (۱۰ آوریل ۱۹۴۹ تا ۱۶ ژوئن ۱۹۵۷).
- طولانی‌ترین زمان شکست‌ناپذیری در قرن‌های ۲۰ و ۲۱: ۴ سال و ۱ ماه (۴ ژوئن ۱۹۵۰ تا ۴ ژوئیه ۱۹۵۴).
- بیشترین گل‌های مشترک بین دو بازیکن اصلی فرانس پوشکاش و شاندور کوچیش در یک تیم ملی (۱۵۹ گل).
- بالاترین امتیازی که تاکنون در تاریخ ورزش با استفاده از سیستم رتبه‌بندی الو برای تیم‌های ملی به دست آمده‌است (۲۲۳۰ امتیاز در ۳۰ ژوئن ۱۹۵۴).

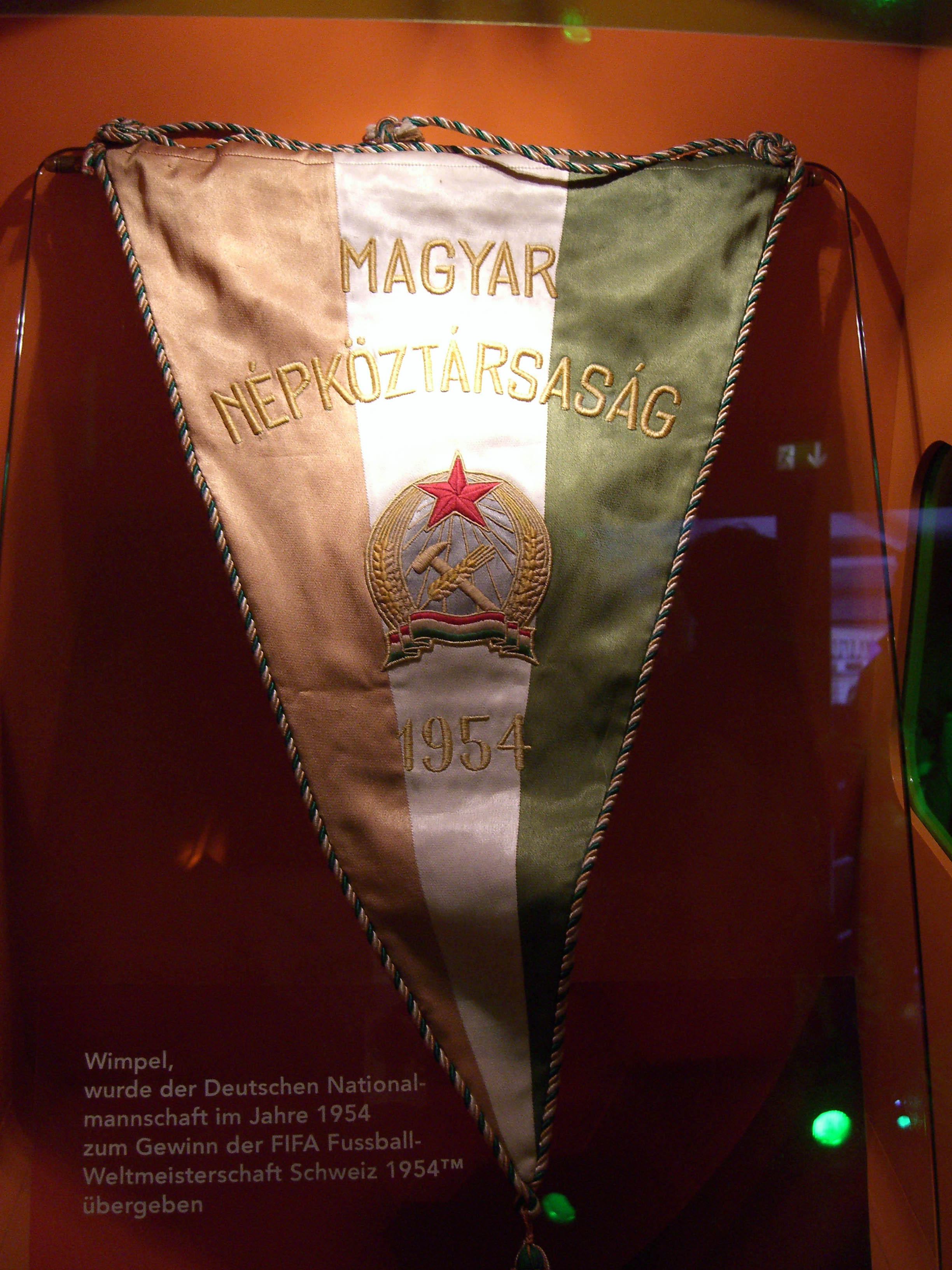
پرچم و نماد تیم ملی مجارستان (تیم طلایی) در جام جهانی ۱۹۵۴

### رکوردهای قرن بیستم
- گوستاو شبش، سرمربی مجاری با ۸۲٫۵۸ درصد (۴۹ برد، ۱۱، تساوی، ۶ شکست) بالاترین نسبت پیروزی به ازای هر ۳۰ بازی را در اختیار دارد. اسطوره برزیل، ویسنته فئولا (۱۹۵۵–۱۹۶۶) با ۸۱٫۲۵ (۴۶ برد، ۱۲ تساوی، ۶ شکست) دومین رتبه را در اختیار دارد.
- بیشترین گل بین‌المللی: فرانس پوشکاش (۸۴ گل).

### رکوردهای جام جهانی
- ۲۷ گل زده در یک تورنمنت جام جهانی.
- ۵٫۴ گل در هر بازی در یک تورنمنت جام جهانی.
- تفاضل گل +۱۷ در یک تورنمنت جام جهانی.
- میانگین ۲٫۲ گل در هر مسابقه برای گلزنی انفرادی در یک تورنمنت جام جهانی (شاندور کوچیش ۱۱ گل در ۵ بازی).
- بهترین پیروزی که تا به حال در مسابقات جام جهانی ثبت شده‌است (مجارستان ۹–۰ کره جنوبی - ۱۷ ژوئیه ۱۹۵۴).

## افتخارات
- جام بین‌المللی اروپای مرکزی
  - قهرمان: ۵۳–۱۹۴۸
- المپیک
  - قهرمان: ۱۹۵۲
- جام جهانی
  - نایب قهرمان: ۱۹۵۴